# Vynález
Vynález je výrobek nebo technický postup, který představuje poprvé prakticky realizovanou novou myšlenku, která buď zlepšuje současný stav, nebo poskytuje úplně nové možnosti. Za určitých podmínek může být na vynález udělen patent.

## Vynález a objev
V neodborném jazyce bývá vynález zaměňován nesprávně s výrazem objev.

## Pojem vynález v českém právu
V Česku je pojem vynález je legislativně upraven zákonem 527/1990 Sb. Vynálezem nemůže být podle tohoto zákona objev, vědecká teorie, matematická metoda, vzorec, pouze estetická vnější úprava výrobku, plán, počítačový program bez technického účinku, nebo uvedení informace.